# Corsarul negru (film din 1976)
Corsarul negru (în italiană Il Corsaro Nero) este un film de aventuri italian regizat de Sergio Sollima⁠(d). El este inspirat din romanele Il Corsaro Nero și La regina dei Caraibi ale lui Emilio Salgari.

## Rezumat
Emilio di Roccabruna, „Corsarul Negru”, caută să se răzbune pe ducele Van Gould pentru uciderea familiei sale.

## Distribuție
- Kabir Bedi — Emilio di Roccabruna, conte de Ventimiglia și Valpenta, „Corsarul Negru”
- Carole André⁠(d) — olandeza Honorata Van Gould
- Mel Ferrer — ducele Van Gould
- Angelo Infanti — Morgan
- Jackie Basehart⁠(d) — „Corsarul Roșu”, fratele mai mic al Corsarului Negru
- Niccolò Piccolomini⁠(d) — „Corsarul Verde”, fratele cel mai mic al Corsarului Negru
- Sal Borgese⁠(d) — Carmaux
- Franco Fantasia⁠(d) — Van Stiller
- Tony Renis — José
- Sonja Jeannine⁠(d) — Yara
- Edoardo Faieta — L'Olonese⁠(d)
- Mariano Rigillo⁠(d) — contele de Lerma
- Dagmar Lassander — marchiza de Bermejo

## Lansare
Corsarul negru a fost lansat pe 22 decembrie 1976.

## Răspuns critic
Enciclopedia cinematografică germană Lexikon des internationalen Films descrie astfel acest film: „Pentru a răzbuna moartea familiei sale, un pirat aristocrat luptă împotriva crudului guvernatorului spaniol din Maracaibo, care urmărește exterminarea corsarilor și a indienilor din îndepărtatele provincii spaniole. O aventură de carte ilustrată nu prea captivantă, dar foarte atrăgătoare din punct de vedere emoțional, care are totuși cel puțin câteva scene splendide de arătat.”.